# Constance Lewallen
Constance Lewallen (1939-2022) fue una conservadora de museo e historia del arte estadounidense. Trabajó en el Museo de Arte de Berkeley y del Pacific Film Archive y  es conocida por su apoyo al arte conceptual y a los artistas de la costa oeste.

## Vida y carrera
Lewallen nació en Nueva York, estudió en la escuela Fieldston y  obtuvo una licenciatura en Mount Holyoke College y obtuvo una maestría en la Universidad Estatal de San Diego en 1970. 
El primer trabajo de Lewallen fue en la Bykert Gallery de Nueva York con Klaus Kertess, donde conoció a Michael Snow y Vito Acconci. Después de mudarse a Los Ángeles, Lewallen trabajó para Cirrus Editions y Broxton Gallery con Larry Gagosian. Más tarde Lewawellen fundó la Galería ThomasLewallen y la Fundación para la Investigación del Arte, una organización sin fines de lucro.  Lewallen se mudó al Área de la Bahía en 1980.  Trabajó para el  Museo de Arte de Berkeley (Berkeley Art Museum and Pacific Film Archive, BAMPFA) desde 1980 hasta 2007; primero como ayudante de comisaria de Matrix (1980–88), luego como comisaria principal (1998–2007). Lewallen también trabajó como directora asociada de Crown Point Press, una imprenta y editorial de bellas artes, en las décadas de 1980 y 1990. Asimismo, fue comisaria colaboradora del Brooklyn Rail. 
Su primer matrimonio fue con el artista Donald Lewallen. Tras su divorcio, se casó con Thomas V.  Meyer y en 1998 contrajo matrimonio con el poeta, crítico y profesor Bill Berkson con el que vivió en el Eureka Valley de San Francisco hasta su muerte en 2016.

## Labor profesional
Se conoce a Lewallen por su trabajo en torno al movimiento de arte conceptual de California de la década de 1970.  Sus exposiciones contribuyeron a reafirmar las raíces neoyorquinas del arte conceptual. "State of Mind New California Art circa 1970", comisariada con Karen Moss en 2011, fue una contribución importante en la historia del conceptualismo de la costa oeste. Además, Lewallen confeccionó una cronología para el Museo de Arte Moderno de San Francisco sobre el desarrollo del arte conceptual en la década de 1970. 
Además de su trabajo sobre conceptualismo, Lewallen es conocida por sus exposiciones individuales de artistas, entre los que destacan Theresa Hak Kyung Cha, Bruce Nauman, Joe Brainerd, Jay DeFeo y Paul Kos. 